# Centennial Olympic Stadium
Il Centennial Olympic Stadium è stato un impianto sportivo di circa 85.000 posti, inaugurato il 19 luglio 1996, in occasione dei Giochi della XXVI Olimpiade, ospitati ad Atlanta, Georgia, e chiuso il 27 agosto dello stesso anno.

## Storia
Il progetto originale prevedeva la costruzione del Centennial Olympic Stadium che avrebbe ospitato tutte le gare di atletica e la cerimonia d'apertura e di chiusura della XXVI Olimpiade quella del centenario dell'istituzione dei giochi olimpici. Poiché, da qualche anno, la città e la squadra degli Atlanta Braves avevano espresso la volontà di costruire un nuovo stadio che avrebbe sostituito il vecchio Atlanta Fulton County Stadium, rimasto in funzione dal 1966 al 1996 e demolito il 2 agosto 1997, si è pensato di disegnare l'impianto per poi essere utilizzato come stadio di baseball permanente, con il particolare slargo dell'angolo sudovest dello stadio, destinato poi a ospitare il diamante.
I lavori di costruzione ebbero inizio il 10 luglio 1993. Il costo totale era di 209 milioni di dollari, 170 finanziati da entità private quali NBC e vari sponsor olimpici e i rimanenti stanziati dal comitato olimpico di Atlanta, che, favorevole alla conversione olimpiade-baseball, ha pagato anche gli ulteriori costi per la trasformazione.
Nel corso dei Giochi Olimpici in questo stadio Michael Johnson vinse la medaglia d'oro nei 200 e nei 400 m, primo umano di sesso maschile della storia a riuscire in tale doppietta. Nel mezzo giro batté, con un tempo di 19,32 secondi, il record del mondo che già gli apparteneva da pochi mesi ottenuto ai Trials americani. Venne stabilito inoltre anche il record dei 100 m piani dal canadese Donovan Bailey con un tempo di 9,84 s, un centesimo in meno del precedente primato.
Dopo aver ospitato anche i X Giochi paralimpici estivi, dal 15 al 26 agosto 1996, l'impianto venne chiuso e profondamente ristrutturato, con l'eliminazione della pista di atletica, donata in seguito all'università di Clark Atlanta, e la demolizione delle gradinate nella parte nord, riducendo la capienza a circa 49.000 posti. 
I lavori vennero ultimati prima dell'inizio della stagione 1997 della Major League Baseball e il nuovo impianto, chiamato Turner Field, in onore di Ted Turner, proprietario della squadra degli Atlanta Braves, venne inaugurato il 29 marzo 1997.
La stagione 2016 fu l'ultima ad ospitare gli Atlanta Braves perché dall'anno successivo si trasferirono nel nuovo SunTrust Park; l'ultima partita giocata nel Centennial Olympic fu il 2 ottobre 2016 contro i Detroit Tigers.
Il 21 dicembre 2015 la Georgia State University ha vinto l'asta per aggiudicarsi la proprietà dello stadio e a partire dal 2017 è diventata l'unica proprietaria.

## Galleria d'immagini

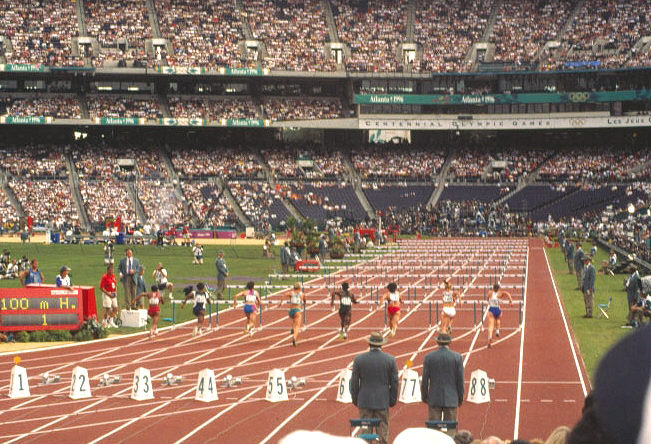
Gara dei 100 m ostacoli femminile
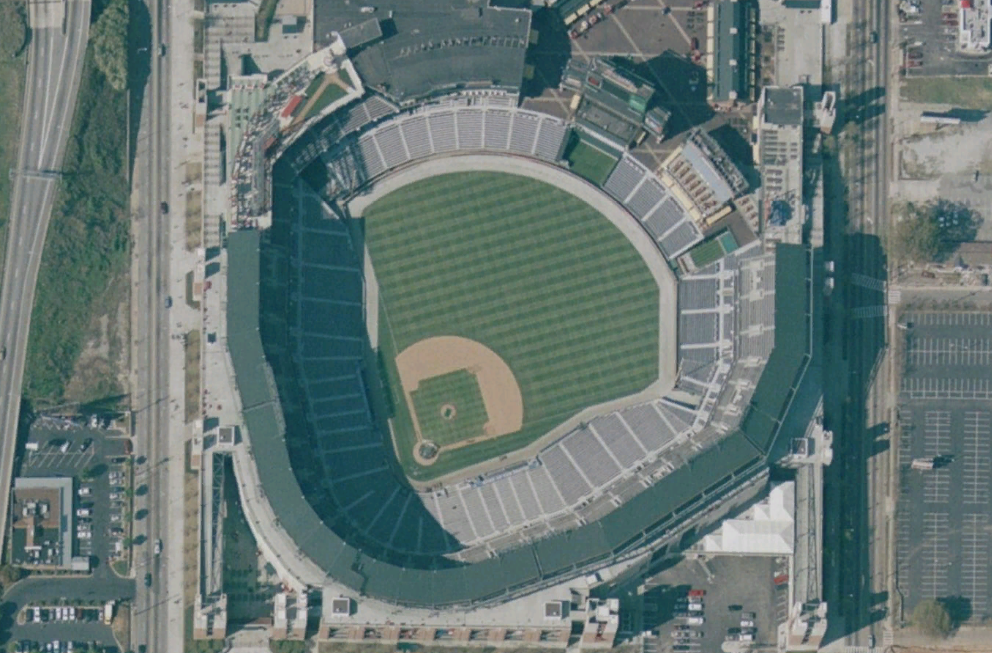
Lo stadio dopo la trasformazione